# Charles Louis Raoul Marion
Pour les articles homonymes, voir Marion.
Charles Louis Raoul, 4e baron Marion (Sedan, 1er mai 1848 – Châteauvert, 19 novembre 1937), est un militaire français des XIXe et XXe siècles.

## Biographie
Saint-Cyrien (1866-1868 : promotion du Sultan) comme son père, Marion en sort sous-lieutenant de cavalerie en 1868 et part servir en Algérie (1868-1870).
Après avoir pris part à la guerre de 1870 contre « l'Allemagne » et servi à « l'Intérieur » l'année suivante, il est promu lieutenant (1872), capitaine (1875), puis chef d'escadron en 1885. Il fait partie, de 1872 à 1875, des colonnes appelées à réprimer les mouvements d'insurrection sur le territoire algérien. Il reçoit la croix de la Légion d'honneur en 1883.
Lieutenant-colonel en 1892, il est promu colonel en 1895 et prend alors le commandement du 19e régiment de chasseurs à cheval, puis, l'année suivante celui du 22e régiment de dragons (1896-1900).
Officier de la Légion d'honneur en 1898 et général de brigade en 1900, il commande, après un passage en Tunisie (1900), la 20e brigade de cavalerie de 1901 à 1903.
Général de division en 1904, il commande la 3e division de cavalerie depuis cette année jusqu'en 1908, puis le 16e corps d'armée de 1909 à 1911.
Commandeur en 1905 et grand officier de la Légion d'honneur en 1911, il intègre, la même année le Conseil supérieur de la guerre (1911-1913).

### Distinctions
| Commandant de la Légion d'honneur | Médaille coloniale |

- Légion d'honneur[1] :
  - Chevalier (10 février 1883), puis,
  - Officier (3 septembre 1898), puis,
  - Commandeur (12 juillet 1905), puis,
  - Grand officier de la Légion d'honneur (12 juillet 1911) ;
- Médaille coloniale (agrafe ALGÉRIE)[1].

### Ascendance & postérité

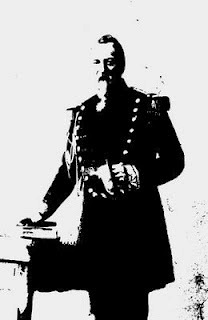
Charles Louis François (1803-1866), 2e baron Marion.

Fils aîné de Charles Louis François (1803-1866), 2e baron Marion, général de division et de Louise Caroline Le Clerc de Juvigny (1816-1858), Raoul est aussi le petit-fils du baron Marion (1768-1812), général d'Empire tué à La Moskowa.
- Il épouse, le 30 mars 1886 à Paris VIe, Solange Fabre (1860-1929), dont il eut[2] :
  - Charles Léonce Pierre (Saint-Germain-en-Laye (Yvelines), 14 janvier 1887 - Assassiné le 16 novembre 1944 à Annecy), 5e baron Marion, Saint-Cyrien (1905-1907 : promotion de la Dernière du Vieux Bahut), général de division (cavalerie), marié, dont postérité ;
  - Jean Louis Raoul Marion (1898-1992), Saint-Cyrien (1916-1917 : promotion des Drapeaux et de l'Amitié américaine), général de division (cavalerie), marié ;
  - Cinq filles, mariées, dont postérité ;
  - Deux fils, mariés, dont postérité.